# Безодня Маракота
«Безодня Маракота» (англ. The Maracot Deep) — науково-фантастичний і містичний роман шотландського письменника Артура Конан Дойла про відкриття затопленого міста Атлантиди командою дослідників під керівництвом професора Маракота. Написаний у 1927-1929 роках, опублікований окремим виданням в 1929 році.

## Зміст
Перша частина. Оповідач отримує листа від колеги-біолога, містера Сайреса Хедлі, де той описує свою участь в експедиції Маракота, що відбулася в 1927 році. Лист був знайдений у морі, поміщеним до прозорої сфери з невідомого матеріалу.
З записів стає відомо як професор Маракот зі своїми супутниками — біологом Сайресом Хедлі й механіком Біллом Сканленом — спустився за допомогою апарата типу батисфери у глибоководну западину Атлантичного океану на 200 миль західніше Канарських островів. Спершу апарат спускався звичайно і дослідники спостерігали різноманітних тварин і водорості. Потім батисферу переслідує величезне ракоподібне, в результаті зіткнення з яким канат, що утримував апарат, обривається. Дослідники опинилися на дні западини, де вже готувалися до смерті, але вирішили закінчити свою місію та дослідити дно. Навколо батисфери виявилися поховані під мулом руїни, а апарат несподівано оточили якісь люди в незвичайних водолазних костюмах. Давши потерпілим шоломи, незнайомці жестами запросили йти слідом.
Після обстеження лікарем невідомих рятівників Хедлі отямився разом з товаришами в підводній споруді. Незнайомці не розуміли їхньої мови, проте показали пристрій, що виводив на екран спогади. Згодом дослідники з'ясували, що опинилися серед атлантів, якими править вождь Скарпа. Оглядаючи підводне місто, вони зауважили, що атланти ставляться до своїх технологій, які перевершують всі відомі зразки, як до реліквій. Також, вони поклоняються ідолу, подібному на Ваала. Через кілька днів атланти стали брати гостей на полювання, хоча все ще не розуміли їхньої мови.
Атланти показали фільм, у якому було описано затоплення Атлантиди. Через накопичення багатств вельможами стародавні атланти стали розпусними та легковажними, багаті жили внаслідок жорстокої експлуатації бідних, що врешті призвело до бунту. Один з мудреців сховав однодумців у храмі, де вони і вціліли, коли Атлантида затонула через виверження вулкана. Маракот з товаришами, підрахувавши кількість правителів Атлантиди, зрозуміли, що вона затонула 8 тисяч років тому.
Минув місяць і дослідники несподівано побачили, що корабель, на який опускав їхню батисферу, затонув. Вони знайшли бортовий журнал, з якого дізналися про долю судна. Білл змайстрував радіостанцію, з допомогою якої познайомив атлантів з культурою на поверхні. Натхненні цим, дослідники вирішили відправити на поверхню листа про свої пригоди, помістивши його в наповнену газом сферу.
Завдяки листові організовується рятувальна операція. Коли корабель припливає на місце зникнення дослідників, на поверхню зринає сфера з атлантійкою, котра розшукує Сайреса.
Друга частина. Сайрес Хедлі, вже після свого повернення з Атлантиди, розповідає що сталося з ним до початку рятувальної операції. Дослідники зауважили, що атланти, які виходять з міста за ресурсами, чогось бояться. Один з атлантів таємниче гине — щось вирвало йому очі, не залишивши інших ран. Маракот з товаришами спробував здійснити вилазку та розвідати в чому справа, та став свідком того, як зграя риб з'їдає атланта. Також вони зауважили дивний звук, ніби хтось б'є в гонг.
Дочка вождя Скарпи, Мона, врятувала дослідників і показала їм глибинні спогади, приховані в їхній пам'яті. Сайрес побачив себе атлантом і зрозумів, що в минулому житті його з Моною розлучила загибель Атлантиди. Атлант Манд розповів гостям про Володаря Темного лику — чаклуна, що здобув безсмертя і живе в руїнах за містом. Маракот, Сканлен і Сайрес потай здійснили вилазку туди та зустріли чаклуна, якого насправді звати Ваал-сепа. Той звернувся до них англійською мовою, кажучи, що багато тисяч років жив на поверхні та влаштовував усі найбільші кровопролиття; і саме він спричинив війну в Атлантиді. Ваал-сепа доручив Маркоту передати атлантам послання та зник.
Коли атланти зібралися в залі, там виник Ваал-сепа. Маракот наказав йому забиратися й полишити Атлантиду, Ваал-сепа назвав Маракота Вардою, як пророка, що врятував частину атлантів, і відступив. Однак, сам Маракот потім слабко пригадував ці події. Дослідникам лишилося тільки міркувати про те, що стародавні вороги зустрілися знову і добро перемогло.
Сайрес закінчує свою розповідь тим, що з допомогою сфер, наповнених газом, він зі Сканленом і Маракотом повернулися на поверхню. Проте, Маракот задумується знову відвідати Атлантиду. Сканлен потім покинув подорожі й одружився, а Сайрес вирішив жити з Моною, яка вирушила за ним.

## Регіональні особливості видання
У Радянському Союзі друга частина роману публікувалася лише один раз, у 1929 році в журналі «Уральський слідопит» № 5, з великими скороченнями. Радянська цензура не допустила широкого видання другої частини з огляду на опис у ній містичних сил і згадки Жовтневого перевороту як спричиненого злим Ваал-сепою.

## Видання українською
- Артур Конан Дойль. Безодня Маракота / Безодня Маракота (пер. Євгена Тарнавського). Харків, Фоліо, 2019. С. 194-288.